# (10715) Nagler
Pour les articles homonymes, voir Nagler.
(10715) Nagler est un astéroïde de la ceinture principale, découvert le 11 septembre 1983 à la station Anderson Mesa par Brian A. Skiff.

## Orbite
L'orbite de (10715) Nagler se caractérise par un demi-grand axe de 2,63 UA, une excentricité de 0,27 et une inclinaison de 17,7° par rapport à l'écliptique.

## Classification
(10715) Nagler est un astéroïde de type A, donc riche (> 80 %) en olivine, au moins en ce qui concerne les roches de sa surface.